# Corel Ventura
Corel Ventura är ett DTP-program som utvecklas av Corel Corporation. Första versionen utkom 1986. Den ursprungliga utvecklaren, Ventura Software, köptes upp av Xerox 1989. Corel köpte sedan Ventura av Xerox 1993.